# Cristóvão (doméstico das escolas)

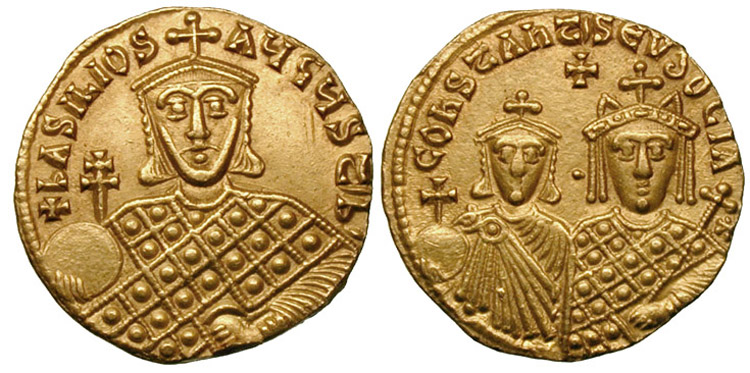
Soldo de r., Constantino e Eudócia Ingerina

Cristóvão (em grego: Χριστόφορος; fl. anos 870) foi o comandante-em-chefe (doméstico das escolas) do exército bizantino durante os anos 870, e conseguiu significativas vitórias contra os paulicianos.

## Biografia
Não se sabe sua origem, data de nascimento e morte. É identificado nas fontes como o gambro do imperador Basílio I, o Macedônio (r. 867–886), uma palavra que geralmente significa "genro", mas pode implicar laço familiar geral através do casamento. Cyril Mango sugere que Cristóvão casou-se com a filha mais velha de Basílio, Anastácia, porém todas as suas filhas foram depois confinadas num convento.
Em 872 ou 879/879, Cristóvão liderou uma expedição contra os paulicianos de Tefrique, composta de forças dos temas de Carsiano e Armeníaco. A campanha culminou na Batalha do Córrego Profundo, que viu uma derrota esmagadora dos paulicianos e a morte do líder deles, Crisóquero. Este sucesso foi seguido, imediatamente depois ou alguns anos mais tarde, pelo saque da capital pauliciana, Tefrique, e a extinção do Estado deles.